# Herb Modliborzyc
Herb Modliborzyc – jeden z symboli miasta Modliborzyce i gminy Modliborzyce w postaci herbu. 

## Wygląd i symbolika
Herb przedstawia w czerwonym polu umieszczoną centralnie pięciopłatkową różę srebrną, z której trzy srebrne kroje płużne w rosochę.
Godło herbowe pochodzi z herbu Rola, którym pieczętował się Stanisław Wioteski – założyciel miasta.

## Historia
Herb znany jest od połowy XVII wieku. Ustanowiony przez radę miejską 27 czerwca 2017.